# Manuel Mesones Muro
Manuel Antonio Mesones Muro (Ferreñafe, Perú, 1862 - Chiclayo, 1930) fue un explorador de los Andes y la Amazonía peruana.

## Biografía
Hijo de Don José Esteban Mesones Ubillus de la Cotera y Farfán de los Godos (nacido en Huancabamba, Departamento de Piura) y Doña Juana Rosa Matilde de las Mercedes Muro Niño Ladrón de Guevara (nacida en Ferreñafe, perteneciente a la familia hacendada Muro). 
Por vía materna, es bisnieto del Prócer de la independencia del Perú  Baltazar Muro de Rojas y Sandoval. Entre sus tíos maternos está Baltasar García Urrutia; como primo Alfredo Solf y Muro; y como sobrinos, también por su madre, Ricardo Grau, Juan Bautista de Lavalle y García, José Antonio de Lavalle y García, y Alfredo Tomassini. 
A temprana edad fue enviado a seguir estudios primarios y secundarios en Alemania. Sus estudios superiores los cursó en las Universidades de Bremen y Hamburgo, donde obtuvo el grado académico de Bachiller en Ciencias Naturales.[cita requerida] De regreso al Perú, se estableció en la Hacienda Sangama, propiedad de su padre, dedicándose a la agricultura y al comercio con las regiones vecinas, especialmente de cascarilla.
Hizo muchos viajes por la selva amazónica, lo que le permitió conocer a fondo esa región y a darse cuenta de que sus riquezas se perdían por falta de vías de comunicación. También percibió que el problema del riego en la desértica costa peruana podría solucionarse mediante obras de ingeniería que desviaran hacia la costa del Pacífico las aguas de los ríos de la vertiente del Atlántico.
A principios del siglo XX, el gobierno peruano se mostró interesado en hallar una ruta más corta entre la costa norte del Perú y el Amazonas, en donde planeaba trazar una línea de ferrocarril. Mesones Muro, interesado desde hacía tiempo en ese mismo proyecto, en una de sus expediciones en esa zona descubrió el Abra de Porculla, conocido también como Cuello de Tulte, la más baja depresión de la Cordillera de los Andes, a sólo 2800 m s. n. m. y a través de la cual era posible comunicar el Pacífico con la región oriental, cubriendo los 400 km de distancia entre Eten y un punto navegable del río Marañón (Puerto Meléndez). En consecuencia, por medio de una carta enviada al Ministerio de Fomento y Obras Públicas del Perú, publicada en el diario El Comercio el 10 de abril de 1902, señaló como más aconsejable la ruta Eten-Marañón, en contra de la opinión de otros especialistas. Para demostrar la eficacia de esa ruta, organizó por su cuenta una expedición, comprometiéndose a emplear sólo diez días en cubrirla. Cumplió su promesa, tras vencer una serie de dificultades.
A su regreso a Lima, hizo un informe ante la Sociedad Geográfica de Lima que causó impresión. A partir de entonces se dedicó a defender su proyecto vial, aunque no logró verlo cristalizado. Muchos años después se materializó al construirse la carretera Olmos-Paso de Porculla-Jaén-Bellavista, actualmente la más importante vía de penetración a la selva, la misma que en su honor fue bautizada con su nombre, así como muchas avenidas y colegios de las ciudades del nororiente peruano. También se le recuerda por haber colaborado eficazmente en planear la irrigación de las pampas de Olmos y otras tierras del norte, mediante el agua traída de la cuenca amazónica.
Al producirse la tensión peruano-ecuatoriana de 1910 realizó un viaje en bote a Iquitos a través del Marañón y a su regreso remontó el pongo de Manseriche. Durante el gobierno de Augusto B. Leguía planeó organizar una nueva expedición, lo que no se concretó.
En sus últimos años fue director del Museo Brüning de Lambayeque.